# Nord Autobahn
Nord Autobahn er en betegnelse for motorvej A5 i Østrig. Motorvejen er under anlæg og skal forløbe fra Wien til den tjekkiske grænse og videre til Brünn (Brno). Motorvejen bliver 57,5 kilometer lang.
Planerne for en nordgående notorvej har eksisteret i mange år, men først med EU's udvidelse mod øst er anlægget blevet en realitet. Nord Autobahn bliver den vigtigste vejforbindelse i Østrigs nordlige del. Således forventes der på motorvejens centrale del en døgntrafik på ca. 52.000 køretøjer i 2020.
Det første spadestik til Nord Autobahn blev taget den 26. februar 2007 og motorvejen forventes at stå færdig i begyndelsen af 2010.
Nord Autobahn er det første motorvejsbyggeri i Østrig, der gennemføres som offentligt-privat partnerskab. Udover selve anlægget af motorvejen, skal det dannede konsortium Konzessionsgesellschaft Bonaventura også stå for finansiering og drift i de næste tredive år. Anlægget refinansieres gennem kørselsafgifter fra Østrigs etablerede motorvejsafgiftssystem, der administreres af ASFiNAG. Refinansieringsbeløb tildeles efter en refusionsnøgle baseret på bl.a. kvalitet og trafiktal.
De samlede anlægsomkostninger udgør 933 mio. Euro, hvilket inkluderer 4 tunneller, 14 til- og afkørsler, 76 broer, 18 underføringer, 81 kilometer støjværn og to rastepladser.